# Amflora

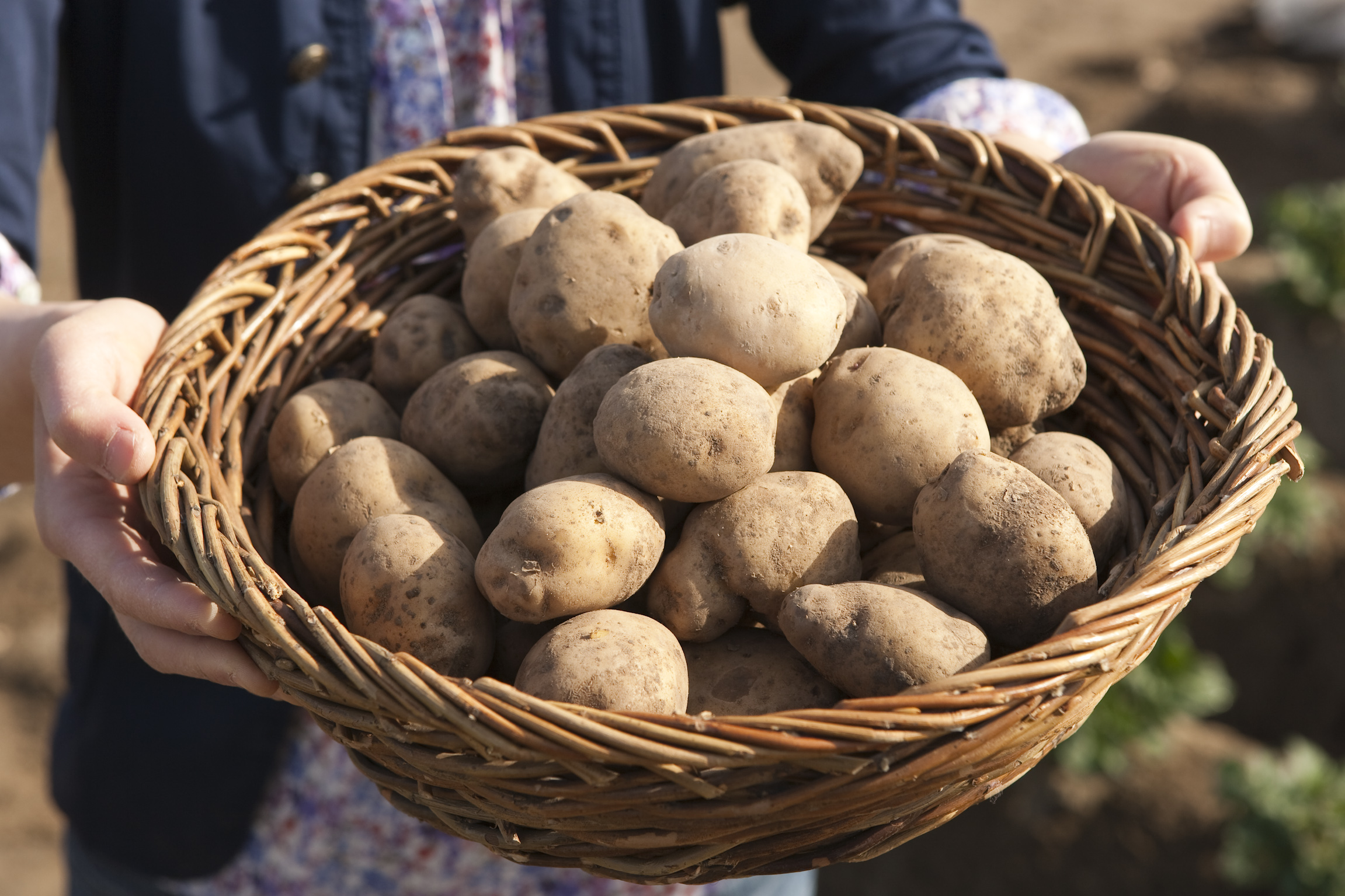
Kartoffeln der Amflora-Sorte

Amflora (offizielle Bezeichnung EH92-527-1, auf EU-Ebene BPS-25271-9) ist eine von der BASF Plant Science gentechnisch veränderte Kartoffel-Sorte, die als nachwachsender Rohstoff für die Kartoffelstärkeindustrie entwickelt wurde. BASF Plant-Science ist ein Tochterunternehmen des deutschen Chemiekonzerns BASF.
Die Anbau-Zulassung für Amflora in der EU im Jahr 2010 war die erste hier seit 1998 für gentechnisch veränderte Pflanzen erteilte Zulassung. Nach einer Klage durch Ungarn wurde die Zulassung im Dezember 2013 vom Gericht der Europäischen Union (EuG) für nichtig erklärt.

## Geschichte
Im Jahr 1996 wurde erstmals ein Antrag auf Zulassung von Amflora zum Anbau eingereicht. Im Jahr 2010 wurden der Anbau und die Verwendung von aus den bei der Stärkeverarbeitung gewonnenen Reststoffen genehmigt.
Es gab öffentliche Diskussionen, weil Amflora als Marker ein in der Natur verbreitetes Antibiotika-Resistenzgen enthält. Dies verleiht der Pflanze im Entwicklungsstadium bei Anwesenheit der Antibiotika Kanamycin oder Neomycin einen Wachstumsvorteil gegenüber Pflanzen, die diesen Marker nicht tragen. Nach der EU-Freisetzungsrichtlinie dürfen kommerzielle gentechnisch veränderte Pflanzen keine medizinisch wichtigen Resistenzgene gegen Antibiotika enthalten. Die EU-Kommission beschloss deshalb im März 2007, ein Gutachten über die Risiken der Antibiotika-Resistenz bei der Europäischen Arzneimittelagentur anzufordern.
Auf Grund dieser Gutachten, die unter anderem zu dem Schluss kommen, dass eine Übertragung des Resistenzgens von transgenen Pflanzen auf Bakterien sehr unwahrscheinlich ist, das nptII-Gen in der Natur ohnehin weit verbreitet ist und ein großer Teil der Bakterien, die etwa im Darm oder in der Umwelt anzutreffen sind, bereits eine Resistenz gegenüber Kanamycin und Neomycin besitzen, bestätigte die Europäische Behörde für Lebensmittelsicherheit (EFSA) im April 2007, dass Amflora für „Mensch, Tier und Umwelt“ unbedenklich sei.
Am 16. Juli 2007 erklärte EU-Umweltkommissar Dimas, dass die EU-Kommission Amflora für die industrielle Nutzung freigeben will. Die Agrarminister der EU konnten sich zuvor nicht über eine Zulassung einigen. Da die Zulassung für Amflora bereits 1996 beantragt worden war, erhob BASF 2008 Klage beim Europäischen Gerichtshof gegen die EU-Kommission wegen des schleppenden Zulassungsverfahrens für Amflora.
2009 veröffentlichte die EFSA eine erneute wissenschaftliche Stellungnahme über das nptII-Gen, das in Amflora und in anderen gentechnisch veränderten Produkten vorhanden ist. Die EFSA hatte in der Vergangenheit den Einsatz des Gens bereits mehrfach beurteilt und bestätigte wiederum, dass das besagte Gen sicher sei und keine weiteren wissenschaftlichen Untersuchungen notwendig seien.
Am 2. März 2010 gestattete die EU-Kommission den Anbau von Amflora zu industriellen Zwecken und zum Verfüttern. Österreich verbot den Anbau von Amflora am 28. März 2010, Luxemburg am 16. Juni 2010. Die CDU/CSU-Bundestagsfraktion begrüßte die Entscheidung der EU.
Im Jahr 2010 wurde die Kartoffel zur Saatgutvermehrung in Mecklenburg-Vorpommern auf 15 Hektar und in Schweden auf 80 Hektar, in Tschechien zu kommerziellen Zwecken auf 150 Hektar angebaut.
Auf dem etwa 15 Hektar großen deutschen Gelände in Zepkow (Mecklenburg-Vorpommern) wurden im Juli 2010 einige Pflanzen durch Gegner zerstört. In der Nacht vom 7. auf den 8. Juli 2010 wurden etwa ein Hektar und am 29. Juli 20 bis 30 weitere Pflanzen vernichtet.

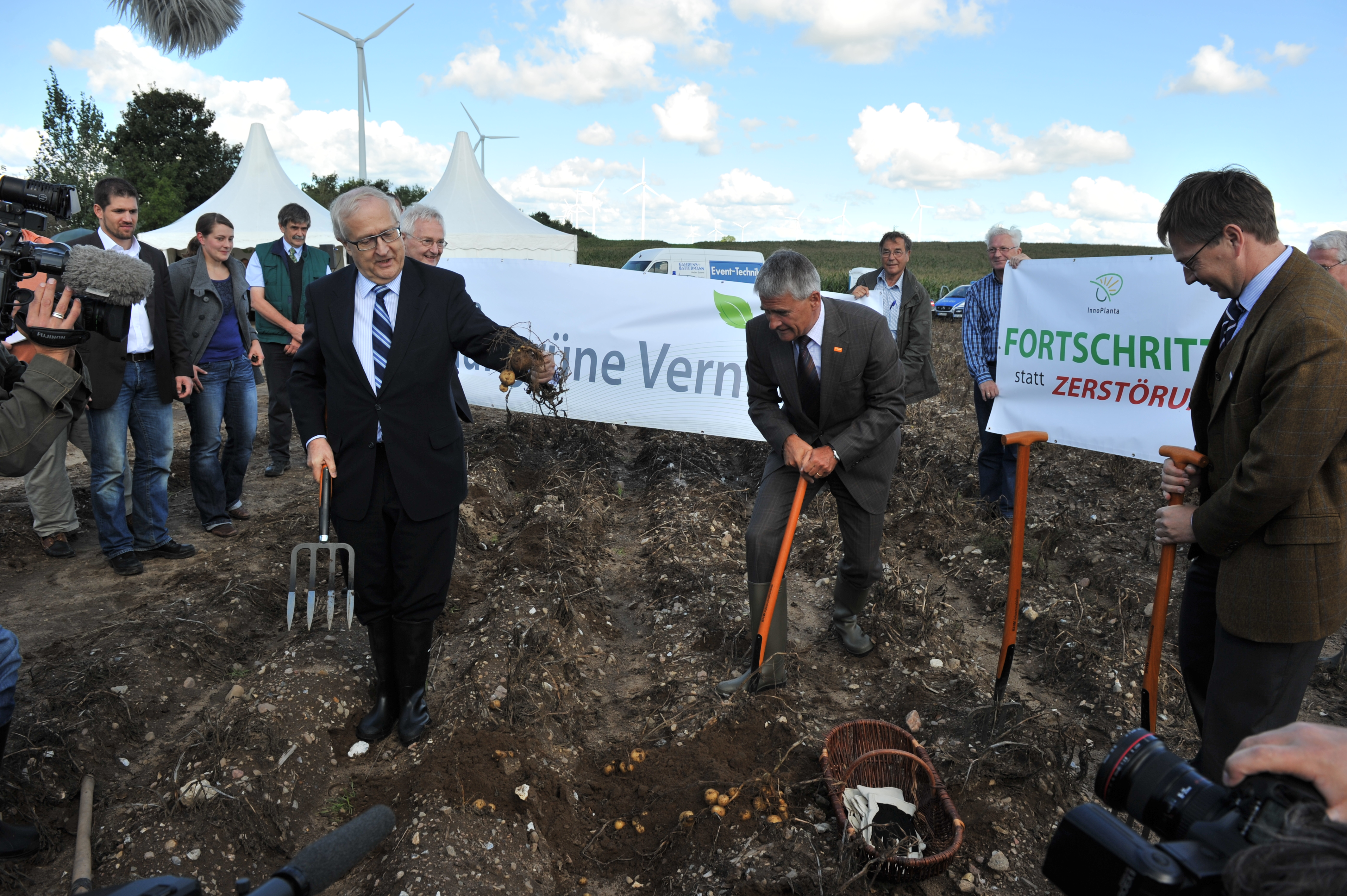
Öffentlichkeitswirksamer Beginn der Kartoffelernte im August 2010

Im August 2010 war der deutsche Bundeswirtschaftsminister Rainer Brüderle zum Beginn der Kartoffelernte in Zepkow angereist; er sagte dabei, dass die Biotechnologie wichtig zur Wettbewerbsfähigkeit Deutschlands sei. Die BASF-Tochter Plant Science will die geernteten Kartoffeln als Saatgut verwenden; sie wäre ausreichend für eine 10- bis 15-mal so große Fläche wie die des Anbaus.
Der angepeilte Jahresumsatz beträgt nach Angaben der Financial Times Deutschland 20 bis 30 Millionen Euro.
Nachdem am 6. September 2010 bekannt geworden war, dass auf der Anbaufläche in Schweden neben Amflora auch eine neue und bislang noch nicht freigegebene Kartoffel (Amadea) gewachsen war, untersagte Mecklenburg-Vorpommerns Landwirtschafts- und Umweltminister Till Backhaus dem anbauenden Unternehmen am 7. September bis auf weiteres, die in Zepkow angebauten Kartoffeln in den Verkehr zu bringen. Nach Angaben des Konzerns habe die Vermischung auf dem Feld in Schweden weniger als 0,01 Prozent betragen. Backhaus’ Ministerium erklärte, dass sowohl die bereits geernteten als auch die noch im Boden befindlichen Kartoffeln solange beschlagnahmt seien, bis der Projektbetreiber BASF den Verdacht der Verunreinigung der Zepkower Kartoffeln widerlegen könne. Die Ernte wurde am 29. September 2010 fortgesetzt, die Kartoffeln wurden eingelagert.
Zur Vermischung der Sorten auf dem schwedischen Feld gab BASF am 28. September 2010 im Ergebnis einer Untersuchung an, „dass es zu der Vermischung in Nordschweden kommen konnte, da Amadea- und Amflora-Kartoffeln zeitweise in denselben Räumen herangezogen wurden und es dort zu einer Verwechslung kam.“ Die in Deutschland und Tschechien angebauten Kartoffeln wären separat gezogen worden.
Gegen die Entscheidung der EU-Kommission, den Anbau zuzulassen, haben bis September 2010 Ungarn, Luxemburg und Österreich Klagen vor dem Europäischen Gerichtshof eingereicht, da die Bewertung der Umweltrisiken des gentechnisch veränderten Organismus mangelhaft bzw. nicht sachgerecht durchgeführt worden sei.
Anfang 2011 gab BASF bekannt, dass sie die Amflora-Kartoffel auf einem zwei Hektar großen Acker in Üplingen (Sachsen-Anhalt) anbauen werde.
Wegen der mangelnden Akzeptanz in Europa entschied BASF im Januar 2012, die Zentrale für grüne Gentechnik in die USA zu verlegen und das Amfloraprojekt zu beenden.
Im Dezember 2013 entschied der Europäische Gerichtshof zugunsten der Kläger gegen die Zulassung und widerrief diese aufgrund von Verfahrensfehlern beim Zulassungsprozess. Die EU-Kommission habe dem zuständigen Ausschuss der EU-Staaten damals keine Gelegenheit gegeben, zum überarbeiteten Gutachten der EFSA Stellung zu nehmen, so die Richter des EuG.

## Anwendung

Durch die Anwendung des Prinzipes der RNA-Interferenz wird keine Amylose produziert.

Die neu entwickelte Kartoffelsorte bildet aufgrund einer gentechnischen Veränderung eine Stärke aus, die vollständig aus Amylopektin besteht. Somit wird eine optimierte stoffliche Nutzung für die Herstellung von Papier, Textilien oder Klebstoff ermöglicht. Bei herkömmlicher Stärke ohne gentechnische Verfahren ist eine aufwändige Entfernung des zweiten Stärkepolymers, der Amylose, erforderlich.
Angebaut werden sollte Amflora nach erfolgter Zulassung in Europa, da hier 80 % der globalen Kartoffelstärkeproduktion stattfindet. Die wichtigsten Länder für den Anbau und die Verarbeitung von Kartoffelstärke sind Deutschland, Niederlande, Frankreich, Dänemark, Polen und Schweden. Die Vorteile der Amflora-Kartoffel sollten im zusätzlich geschaffenen Wert für Landwirte und Stärkeindustrie liegen. Er sollte sich nach Schätzungen auf mehr als 100 Millionen Euro pro Jahr belaufen. Diese Schätzung basierte auf Überlegungen, dass der Einsatz von Amflora – zum Beispiel bei der Herstellung von Papier – Energie, Wasser und Rohstoffe einsparen könnte.
Amflora, die auf Stärkebildung optimiert wurde, ist essbar, aber aufgrund ihres hohen Stärkegehalts so mehlig kochend, dass sie für den Verzehr nicht geeignet ist. Sie wird jedoch laut mehreren Gutachten der ESFA als ungefährlich für den menschlichen und tierischen Konsum eingeschätzt.
Obwohl die genetisch veränderte Kartoffel Amflora zugelassen war, lehnen große Stärke-Hersteller ihren Anbau ab. Hintergrund ist die Befürchtung, Geschäftskunden zu verlieren. Die Akzeptanz der Grünen Gentechnik sei nicht ausreichend gegeben.